# Chlorosea banksaria
Chlorosea banksaria là một loài bướm đêm trong họ Geometridae.